# New Haven, Kentucky
New Haven är en ort i Nelson County i delstaten Kentucky, USA.